# Аскорбат лития
Аскорбат лития — соль лития с органическим анионом, аскорбатом, применяемая в составе литий-содержащих пищевых добавок и препаратов. 
В фармакотерапии биполярного расстройства более 60 лет широко используется карбонат лития, который характеризуется высокой токсичностью (ЛД50=525 мг/кг при приёме per os). Поэтому, нейрофармакология требует эффективных и нетоксичных солей лития. Хемореактомный скрининг 1245 водорастворимых солей лития с органическими анионами позволил установить 11 малотоксичных соли лития (ЛД50 > 1000 мг/кг) с высокой биодоступностью (>20%:  аскорбат, никотинат, оксибутират, оротат, цитрат, выявлены глюконат, коменат, пироглутамат, глицинат, аспарагинат, лактат). Среди них, аскорбат лития характеризовался более заметным ингибированием обратного захвата серотонина и дофамина и сродством к ингибированию глутаматных и бета-адренорецепторов. Хемореактомный анализ показал, что аскорбат лития может также характеризоваться противовоспалительным действием (за счет модуляции простагландинов метаболизма), оказывать умеренное антикоагулянтное, антигиперлипидемическое, антигипергликемическое и противоопухолевые эффекты . В экспериментальных и клинических исследованиях изучены биораспредение и токсичность; подтверждены антиоксидантный, нейропротекторный, противоопухолевой и адаптогенный эффекты аскорбата лития.

## Биораспределение и механизмы действия
Проведено исследование  компартментализации лития в 11 биосубстратах крыс при приёме аскорбата лития в дозе 1000 мг/кг. В рамках бескамерного анализа динамики концентраций в цельной крови получены следующие значения фармакокинетических параметров аскорбата лития: Cmax=50.59 мкг/л, tmax=1.50 ч, Clast=33.7 мкг/л, AUCt=1750 мкг/л*ч, MRTt=22.9 ч, Lz=0.005 1/ч, T1/2=141 ч, CL=0.029 л/ч, Vd=5.9 л. Многокамерный фармакокинетический анализ показал, что стабилизация уровней лития в крови поддерживается за счёт специального «депо» лития, состоящего, по всей видимости, из аорты, бедренной кости и головного мозга .
Применение метода анализа функциональных взаимосвязей позволяет утверждать, что таргетное накопление аскорбат-аниона в клетках обусловлено активностью белков-транспортёров витамина С SLC23A1, SLC23A2, SLC23A3 . При этом, ионы лития и аскорбат проявляют синергидное действие. Основные эффекты лития включают поддержку нормальной возбудимости ЦНС: путем предупреждения избыточной концентрации норадреналина, регуляции концентрации натрия в мышечных клетках (что важно для тонуса кровеносных сосудов) , чувствительности нейронов к дофамину, что снижает негативное воздействие стресса . Помимо антиоксидантных, аскорбат-анион, при его таргетном накоплении в мозге и в надпочечниках, также модулирует активность дофаминергической, серотонинергической, ГАМК-ергической, глутаматергической нейротрансмиссии и полезен при лечении шизофрении, основного депрессивного расстройства, биполярного расстройства .

## Токсичность
Исследования острой и хронической токсичности аскорбата лития показали, что аскорбат лития характеризуется крайне низкой острой и хронической токсичностью. В исследованиях острой токсичности у крыс при однократном приёме 3000 мг/кг аскорбата лития летальность составила 0%, патоморфологических изменений обнаружено не было, равно как и признаков местно-раздражающего действия. При 4000 мг/кг летальность (отсроченная) составила 20%. Интоксикация у самцов проявлялась как угнетение, диарея, взъерошенность шерсти, кровянистые выделения из носа и глаз, у самок - диарея. Патоморфологические изменения включили полнокровие оболочек головного мозга, отек и полнокровие легких, кровоизлияния в легких. Для белых крыс линии Вистар ЛД50 аскорбата лития составила 6334 мг/кг массы тела, а ЛД100 - 8000 мг/кг. Таким образом, аскорбат лития может быть отнесён к 5 классу «практически нетоксичных соединений» (ЛД50 > 5000 мг/кг), а сравнении с карбонатом лития (ЛД50=531 мг/кг) - в 12 раз менее токсичен . В исследовании хронической токсичности у кроликов в течение 180 дней дозы аскорбата лития в 5, 50 и 150 мг/кг не приводили к существенному токсическому эффекту . Приём аскорбата лития крысами линии «Вистар» в дозе 1/10 ЛД50 не вызывал тератогенного и эмбриотоксического действия на эмбрионы в процессе онтогенеза и в
постнатальный период роста и развития крысят .
Известно, что анион, формирующий соль лития, является одним из наиболее существенных факторов, влияющих на токсичность соли. Например, для крыс ЛД50 лития хлорида при приеме внутрь составляет 1530 мг/кг, а при внутрибрюшинном введении – 925 мг/кг. Для кролика ЛД50 той же соли равна 775 мг/кг при приеме внутрь. Наибольшая острая токсичность при приеме внутрь установлена для фторида лития (ЛД50 для мышей – 175 мг/кг), тогда как бромид, никотинат, оксибутират гораздо менее токсичны (ЛД50 для мышей – 2200 мг/кг) . Анионный компонент соли имеет определенное значение в проявлении как общетоксического, так и эмбриотоксического и тератогенного действия солей лития. Например, оксибутират лития характеризуется более выраженным общетоксическим действием практически во все сроки введения и эмбриотоксическим действием при введении в период органогенеза. Лития карбонат оказывает более выраженное действие при введении на ранних стадиях эмбриогенеза .

## Антиоксидантный эффект
Аскорбат лития нормализует нейрогуморальный статус со сходными физиологическими эффектами на уровне антиоксидантной системы организма животных, снижая содержание в крови главных гормонов стресса - адреналина, норадреналина и кортизола . Добавление аскорбата лития в рацион супоросных свиноматок (порода "ирландский ландрас") приводило к повышению антиоксидантного статуса опоросных свиноматок и снижению уровня продуктов перекисного окисления липидов. Использование аскорбата лития вызывало достоверное повышение уровня восстановленного глутатиона на 21% и снижение уровня малонового диальдегида на 60% . Введение с кормом свиноматкам и откармливаемым свиньям аскорбата лития в дозировке 10, 5 и 2 мг/кг живой массы поддерживает на физиологическом уровне динамику гормонов стресса. У супоросных свиноматок,  нормализует концентрацию прогестерона, и положительно влияет на репродуктивную функцию, неспецифический иммунитет, являясь протектором в отношении технологических и спонтанных стрессоров. Аскорбат лития положительно влиял на липидно-холестероловый обмен, антиоксидантный статус, повышал уровень общей реактивности организма, увеличивал уровень гемоглобина, эритроцитов и лимфоцитов, мобилизовал энергетические ресурсы, усиливал бактерицидную и фагоцитарную активность клеточных элементов, способствовал выполнению гамма-глобулинами защитных функций в системе неспецифического иммунитета . Сочетанный приём карнозина и аскорбата лития способствовало снижению индуцированного этанолом окислительного повреждения белков и липидов плазмы .

## Адаптогенный и нейропротекторый эффекты
Нейроцитологическое исследование зернистых нейронов мозжечка в культуре в условиях умеренного глутаматного стресса показало, что аскорбат лития более эффективен в поддержании выживания нейронов, чем неорганические соли лития (хлорид, карбонат). В условиях глутаматного стресса аскорбат лития в концентрациях 0.2…1.0 мМ достоверно и дозозависимо повышал выживаемость нейронов: наиболее выраженный нейропротекторный эффект наблюдался при концентрации аскорбата в 1 мМ (на 11%). Применение аскорбата лития даже в минимальной концентрации (0,1 мМ) приводило к достоверным отличиям (р=0,049 по тесту Колмогорова-Смирнова). Использование не-литиевой соли аскорбиновой кислоты (аскорбат калия) характеризовалось гораздо менее выраженным нейропротекторным эффектом . Ингибирование гликогенсинтазы киназы-синтентазы-3 (GSK-3) и индукция нейротрофических факторов головного мозга являются основными механизмами нейропротекторного действия солей лития. Кроме того, ингибируя рецепторы NMDA, ион лития регулирует кальциевый гомеостаз и ингибирует активацию кальций-зависимого апотоза , также проявляя синергизм с нейропептидами . У цыплят-бройлеров применение аскорбата лития с 14 по 42 день выращивания в количестве 1, 5, 10 мг/кг живой массы тела повысило общий белок в сыворотке крови за счет прироста фракции глобулинов, что свидетельствует о усилении защитных функций организма цыплят и является одной из причин более высокой сохранности поголовья (P<0.05) .
Аскорбат лития апробирован как церебропротективное средство на модели ишемического инсульта . Исследовано действие аскорбата лития на модели хронической алкогольной интоксикации, в которой девиантное поведение животных сочетается с необратимыми дегенеративными изменениями в печени и ЦНС (включая демиелинизацию нервов). Аскорбат лития в дозах 5, 10 и 30 мг/кг нормализовал поведенческие реакции в тестах «открытое поле» и «приподнятый крестообразный лабиринт». Увеличение дозы аскорбата лития (10 мг/кг, 30 мг/кг) не приводило к существенному улучшению исследованных показателей состояния. Гистологический анализ показал, что использование аскорбата лития минимизировало уровень ишемического повреждения нейроцитов до уровня обратимого состояния и способствует сохранению миелиновых оболочек нервов .

## Противоопухолевые эффекты
Исследования динамики роста и метастазирования перевиваемой карциномы лёгких Льюис у мышей F1 (CBA x C57Bl/6j) показали, что аскорбат лития проявляет умеренные противоопухолевые эффекты. Было проведено две серии экспериментов; в первой серии проводилось сравнительное изучение эффектов различных доз аскорбата лития (5 и 10 мг/кг), а во второй – сравнение эффектов аскорбата лития и карбоната лития при использовании в одинаковой дозе (5 мг/кг). Анализ динамики роста КЛЛ в различных группах показал, что обе соли лития уже через 3 дня от начала их применения вызывали у животных-опухоленосителей умеренное (на 10-15%) торможение роста КЛЛ. При этом эффект аскорбата лития был более выраженным и стабильным: статистически достоверный эффект этого препарата отмечался с 10 суток и в течение всего срока наблюдения, и индекс ТРО при этом находился на достаточно высоком уровне (30-40%). Противоопухолевое действие карбоната лития в этом опыте было менее выраженным и стабильным (ТРО=20-30%) .

## Наличие в пищевых продуктах/добавках
Аскорбат лития представлен в составе БАД линейки Нормотим (в сочетании с витаминами группы В) в различных дозировках - от 200 мкг/таб   до 5000 мкг/таб  элементного лития. Предпринимаются попытки включения аскорбата лития в премиксы для животных (в дозах 5-10 мг/кг массы тела) с целью предупреждения негативного воздействия стрессов различной этиологии, для повышения интенсивности роста и сохранности сельскохозяйственных животных и птицы .

## Клинические исследования
Применение аскорбата лития в сочетании с витаминами группы В у пациентов со стенозирующим атеросклерозом брахиоцефальных артерий (n = 70, средний возраст 52 года, 50 % мужчин) влияло на результаты нейропсихологического тестирования (методика А.Р. Лурия, таблицы Шульте, шкалы MMSE, BDI, зрительно-пространственный гнозис), уровни BDNF и на уровни микроэлементов в волосах. Аскорбат лития способствовал достоверному улучшению работоспоспособности, настроения, снижению доли пациентов с 20 % общемозговым стенозом, повышению уровней BDNF и снижению уровней токсических микроэлементов в волосах.
В клиническом исследовании  эффекты аскорбата лития и витаминов группы В у 60 добровольцев 19-23 лет достоверно улучшился суммарный балл по шкале Гамильтона (сумма баллов 6,35 ± 0,74), и находился в пределах нормы по сравнению с контролем (10,86 ± 0,3). При приёме препарата произошло улучшение настроения (значимое уменьшение суммарного балла тревоги по шкале HADS до 4,81 ± 0,49 и балла депрессии до 5,46 ± 0,37).